# 我们一起走过 (纪录片)
《我们一起走过》（英語：We Walk Through Together）是由中共中央宣传部、中央广播电视总台联合制作为庆祝改革开放四十周年的十八集电视纪录片，于2018年12月2日至10日每晚8点在中央电视台综合频道播出。官方媒体新华社采访了中国各领域的人士，认为该纪录片引发了社会的共鸣。

## 分集
| 集数     | 名称                     | 中国播放日期   |
| -------- | ------------------------ | -------------- |
| 第一集   | 《弄潮儿向涛头立》       | 2018年12月2日  |
| 第二集   | 《在希望的田野上》       | 2018年12月2日  |
| 第三集   | 《打开国门搞建设》       | 2018年12月3日  |
| 第四集   | 《到世界市场的大海中去》 | 2018年12月3日  |
| 第五集   | 《血，总是热的》         | 2018年12月4日  |
| 第六集   | 《爱拼才会赢》           | 2018年12月4日  |
| 第七集   | 《我们的生活充满阳光》   | 2018年12月5日  |
| 第八集   | 《知识改变命运》         | 2018年12月5日  |
| 第九集   | 《集中力量办大事》       | 2018年12月6日  |
| 第十集   | 《一枝一叶总关情》       | 2018年12月6日  |
| 第十一集 | 《百花齐放春满园》       | 2018年12月7日  |
| 第十二集 | 《一个都不能少》         | 2018年12月7日  |
| 第十三集 | 《芝麻开花节节高》       | 2018年12月8日  |
| 第十四集 | 《绿水青山就是金山银山》 | 2018年12月8日  |
| 第十五集 | 《强军战歌最嘹亮》       | 2018年12月9日  |
| 第十六集 | 《我的中国心》           | 2018年12月9日  |
| 第十七集 | 《万山磅礴看主峰》       | 2018年12月10日 |
| 第十八集 | 《幸福是奋斗出来的》     | 2018年12月10日 |